# Кавказкабель (футбольный клуб)
«Кавказкабель» — российский футбольный клуб из Прохладного, Кабардино-Балкария, существовавший в 1990—2006 годах.
Команда основана в 1990 году, первые два сезона носила название «Ремонтник». В профессиональных соревнованиях участвовала до 2003 года, выступая в первенстве второй лиги/второго дивизиона СССР и России. Лучшее достижение — 2 место в 1 зоне в 1993 году; в 1999 году команда заняла 3 место в зоне «Юг». Перед сезоном-2004 клуб отказался от участия в первенстве второго дивизиона и следующие три года провёл в первенстве ЛФЛ.
Лучший результат в Кубке России — 1/16 финала в розыгрышах 1992/93 и 1994/95.